# José Joaquim de Almeida Borges
José Joaquim de Almeida Borges GCC  (Celorico da Beira, 25 de Outubro de 1910 - Lisboa, 27 de Abril de 2006) foi um magistrado português, que exerceu como presidente do Supremo Tribunal de Justiça.

## Biografia

### Carreira
Foi presidente do Supremo Tribunal de Justiça durante dois mandatos, entre 1975 e 1980, tendo sido a primeira pessoa a ser eleita pelos seus pares para este posto, após a Revolução de 25 de Abril de 1974. Almeida Borges tomou posse como presidente na sessão de 8 de Maio de 1975.

### Falecimento e homenagens
Faleceu em 27 de Abril de 2006, tendo sido enterrado no Cemitério Velho, na cidade de Lagos.
Em 15 de Dezembro de 1980, foi condecorado com a grã-cruz da Ordem Militar de Cristo.